# UFC Fight Night: Kim vs. Hathaway
UFC Fight Night: Kim vs. Hathaway（ユーエフシー・ファイトナイト：キム・バーサス・ハザウェイ、別名The Ultimate Fighter China Finale）は、アメリカ合衆国の総合格闘技団体「UFC」の大会の一つ。2014年3月1日、中国マカオのコタイ・アリーナで開催された。

## 大会概要
本大会ではThe Ultimate Fighter Chinaウェルター級トーナメント決勝が組まれた。
ROAD FCライト級王者ナム・ウィチョル、キャリア15戦全勝のジュマビエク・トゥアスン、5戦全勝のマーク・エディーヴァがUFCデビュー。

### カード変更
負傷などによるカードの変更は以下の通り。
- ニン・グァンユー vs. ヤン・ジアンピン → ジアンピンの負傷により中止

- ザック・カミングス vs. アルベルト・ミナ → カミングスの体重超過により中止

## 試合結果

### プレリミナリーカード
第1試合 フェザー級ワンマッチ 5分3R
○  マーク・エディーヴァ vs.  ジュマビエク・トゥアスン ×
3R終了 判定3-0（30-27、30-27、30-27）
第2試合 ウェルター級ワンマッチ 5分3R
○  ワン・アンイン vs.  アルバート・チェン ×
1R終了時 TKO（ドクターストップ）
第3試合 バンタム級ワンマッチ 5分3R
○  ヴァウアン・リー vs.  ナム・ファン ×
3R終了 判定3-0（30-27、30-27、30-26）
第4試合 ライト級ワンマッチ 5分3R
○  ナム・ウィチョル vs.  徳留一樹 ×
3R終了 判定2-1（29-27、27-28、29-28）

### メインカード
第5試合 フェザー級ワンマッチ 5分3R
○  日沖発 vs.  アイヴァン・メンジバー ×
3R終了 判定3-0（29-28、29-28、29-28）
第6試合 ヘビー級ワンマッチ 5分3R
○  マット・ミトリオン vs.  ショーン・ジョーダン ×
1R 4:59 KO（スタンドパンチ連打）
第7試合 TUF Chinaウェルター級トーナメント 決勝 5分3R
○  ジャン・リーペン vs.  ワン・サイ ×
3R終了 判定2-1（29-28、27-30、29-28）
※リーペンがトーナメント優勝。
第8試合 ウェルター級ワンマッチ 5分5R
○  キム・ドンヒョン vs.  ジョン・ハザウェイ ×
3R 1:02 KO（回転肘打ち）

### 各賞
ファイト・オブ・ザ・ナイト： ナム・ウィチョル vs. 徳留一樹
パフォーマンス・オブ・ザ・ナイト： マット・ミトリオン、キム・ドンヒョン
各選手にはボーナスとして5万ドルが支給された。